# Нора Ґреґор
Нора Ґреґор (нім. Nora Gregor; 3 лютого 1901 — 20 січня 1949), повне ім'я — Елеонора Ґерміна Ґреґор — австрійська кіно- і театральна акторка, знімалася в німому і звуковому кіно. Її найпомітніша робота — роль Крістін у фільмі Жана Ренуара «Правила гри» (1939). Була одруженою з князем Ернстом Рюдіґером Штарембергом, віце-канцлером Австрії в 1934—1936 роках.

## Життєпис
Нора Грегор народилася 3 лютого 1901 року в містечку Горіція на північному сході Італії (тоді ця територія входила до складу Австро-Угорщини). Її батьками були Карло Ґреґор, власник годинникового магазину, та німкеня Марія Брюнольд. 1919 року сім'я Ґреґорів перебралася в Австрію, де Нора виступала на театральних сценах Відня і Граца. 1920 році вона дебютувала в кіно і стала досить регулярно зніматися, хоч і не завжди на перших ролях. Її партнерами ставали Аніта Бербер у фільмі «Вогники в глибині» (1923), Вальтер Слезак у фільмі Карла Теодора Дреєра «Міхаель» (1924), Конрад Фейдт у фільмі «Скрипаль із Флоренції» (1926) та інші.
1930 року поїхала до США і провела там три роки, періодично повертаючись на знімання до Берліна. У той період знялася в головних ролях у фільмах «Олімпія» (1930, дебют Ґреґор у звуковому кіно) і «Процес Мері Дуган» (1931), які були адаптованими для німецького глядача варіантами голлівудських картин — відповідно мелодрами з Джоном Гілберлтом і Кет Оуен «Його чудова ніч» та однойменного фільму, де головну роль виконувала Норма Ширер. 1932 року акторка з'явилася в парі з Робертом Монтгомері в американській комедії «Але плоть слабка», проте її кар'єра в Голлівуді не набула розвитку, і вона повернулася до Європи. Крім того, відомо, що 1931 році вона взяла участь у дуеті з Дугласом Фербенксом-молодшим в успішній американській виставі The Man in Possession.
1933 року в Нори почався роман з австрійським аристократом, політичним діячем та лідером гаймвера Ернстом Рюдіґером Штарембергом. Вони обоє були одруженими (чоловіком акторки був піаніст і композитор Мітя Нікіш) і тому не могли оформити свої стосунки офіційно. У жовтні 1934 року Нора народила від Штаремберга сина. 1936 року Нікіш наклав на себе руки, потім Штаремберг домігся розлучення, і 2 грудня 1937 року коханці одружилися. Церемонія одруження відбулася у вузькому колі в церкві Св. Йосипа на горі Каленберг.
Їхнє сімейне щастя тривало недовго. 1938 року, після аншлюсу, Штаремберг утратив свій вплив і був змушений емігрувати з Австрії. Ймовірно, Нора поїхала до Франції за чоловіком, але 1939 року вона звернулася до Гітлера з проханням анулювати її шлюб. Чи задоволено її прохання — невідомо.
Того ж року знялася в Жана Ренуара у драмі «Правила гри», і роль аристократки Крістін де ла Шене вважають найбільшим досягненням її кінокар'єри. Доля цього фільму склалася непросто — його освистали глядачі і, незабаром після початку прокату, заборонив французький уряд. Негатив фільму знищено під час бомбардування під час Другої світової війни, і лише 1956 року картину практично повністю відновили ентузіасти за вцілілими робочими матеріалами.
Потім емігрувала в Латинську Америку, де 1945 року вийшла її остання картина «Надкушений плід».
20 січня 1949 року Нора Ґреґор вчинила самогубство в чилійському місті Вінья-дель-Мар.